# Best in the World
Best in the World es un evento pago por visión de lucha libre profesional producido por la empresa estadounidense Ring of Honor. Su primera edición fue en el año 2006 desde el Basketball City. El evento fue abandonado en 2007, reanudarse en 2011, se ha celebrado todos los años desde 2011. Hasta la fecha, siete ediciones tuvieron lugar en junio. 
La edición del 2020 término siendo cancelado debido a la pandemia de coronavirus 2019-20.

## Fechas y lugares de Best in the World
| Evento                                 | Fecha               | Estadio                                 | Lugar                   | Evento principal                                          |
| -------------------------------------- | ------------------- | --------------------------------------- | ----------------------- | --------------------------------------------------------- |
| Best in the World (2006)               | 25 de marzo de 2006 | Basketball City                         | Nueva York, Nueva York  | Samoa Joe y Bryan Danielson vs. KENTA y Naomichi Marufuji |
| Best in the World (2011)               | 26 de junio de 2011 | Hammerstein Ballroom                    | Nueva York, Nueva York  | Eddie Edwards (c) vs Davey Richards                       |
| Best in the World 2012: Hostage Crisis | 24 de junio de 2012 | Hammerstein Ballroom                    | Nueva York, Nueva York  | Kevin Steen (c) vs Davey Richards                         |
| Best in the World (2013)               | 22 de junio de 2013 | Du Burns Arena                          | Baltimore, Maryland     | Jay Briscoe (c) vs Mark Briscoe                           |
| Best in the World (2014)               | 22 de junio de 2014 | Tennessee State Fairground Sports Arena | Nashville, Tennessee    | Adam Cole (c) vs Michael Elgin                            |
| Best in the World '15                  | 19 de junio de 2015 | Terminal 5                              | New York, New York      | Jay Briscoe vs. Jay Lethal                                |
| Best in the World '16                  | 24 de junio de 2016 | Cabarrus Arena                          | Concord, North Carolina | Jay Lethal (c) vs. Jay Briscoe                            |
| Best in the World (2017)               | 23 de junio de 2017 | Lowell Memorial Auditorium              | Lowell, Massachusetts   | Christopher Daniels (c) vs. Cody                          |
| Best in the World (2018)               | 29 de junio de 2018 | UMBC Event Center                       | Baltimore, Maryland     | Dalton Castle (c) vs. Cody vs. Marty Scurll               |
| Best in the World (2019)               | 28 de junio de 2019 | UMBC Event Center                       | Baltimore, Maryland     | Matt Taven (c) vs. Jeff Cobb                              |
| Best in the World (2021)               | 11 de julio de 2021 | Chesapeake Employers Insurance Arena    | Baltimore, Maryland     | Rush (c) vs. Bandido                                      |